# Vrije baan
De vrije baan is een spoorterm die bij treinen (hoofdspoorwegen) andere betekenissen kent dan bij trams.

## Hoofdspoorwegen
Een vrije baan is vergelijkbaar met de term baanvak. De vrije baan wordt begrensd door spoorwegemplacementen, zoals een (stations)emplacement, een spoorwegaansluiting of overloopwissels. Op een vrije baan kan niet van spoor worden gewisseld.
In de netverklaring worden twee definities gebruikt:
- Een vrije baan is een gebied dat twee dienstregelpunten met elkaar verbindt; dit zijn punten die een rol spelen bij de processen van de treindienst, zoals stations, haltes, aansluitingen, beweegbare bruggen, en locaties relevant voor de logistiek van materieelbehandelingen en personeel.
- Een vrije baan is een gebied dat twee primair procesleidinggebieden (PPLGs) met elkaar verbindt. Een procesleidinggebied is een eenheid voor afbakening van de bedienbevoegdheden van een treindienstleider.

In de tweede definitie wordt vrije baan ruimer opgevat dan in de eerste. Zo is een halte in de eerste definitie geen onderdeel van de vrije baan, en in de tweede wel.

## Tramwegen

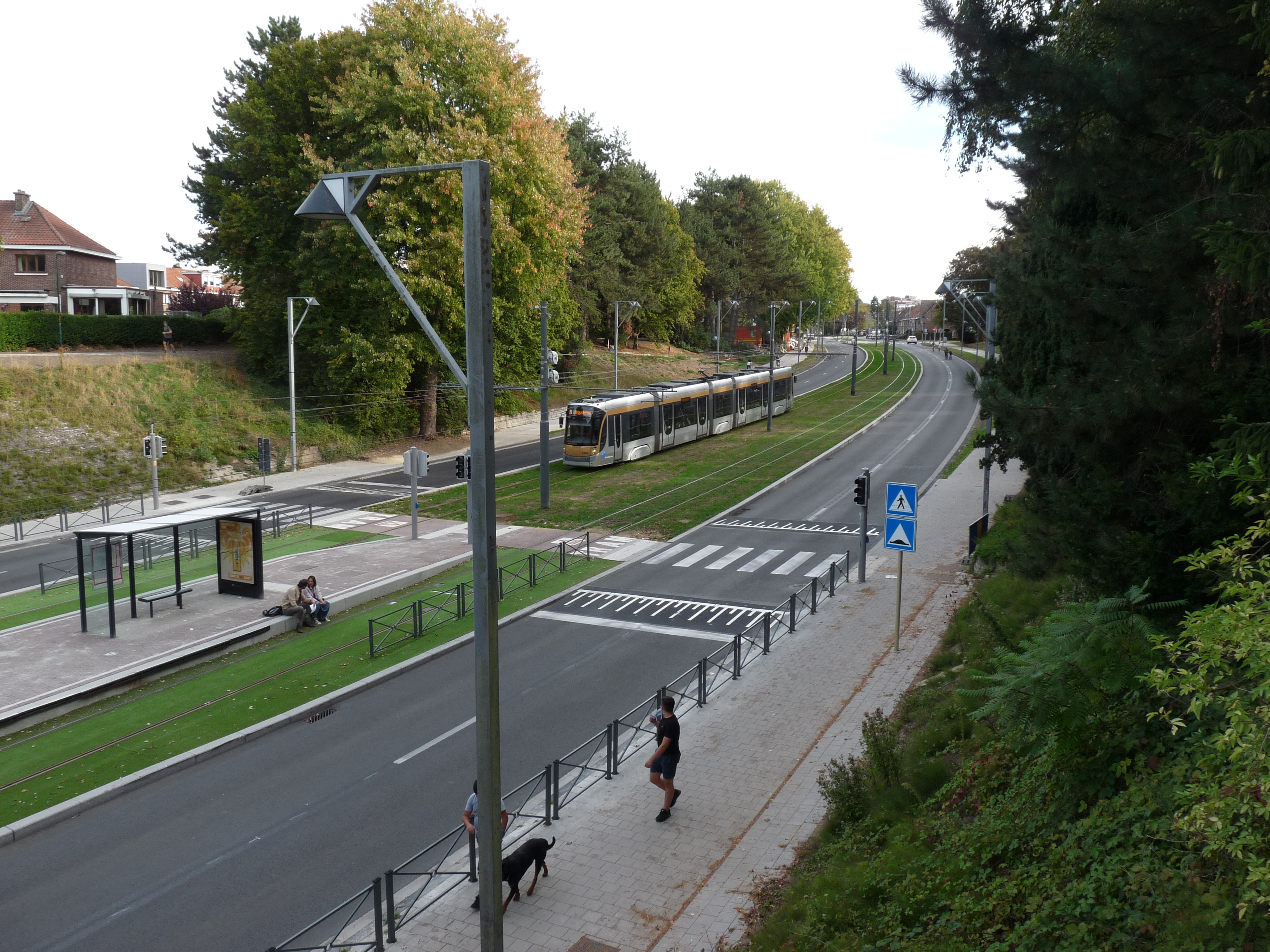
Een vrije baan van het Brusselse tramnet.

Een vrije baan is bij trambanen het tegenovergestelde van straatspoor. Bij straatspoor rijden de trams over spoorstaven in de straat en delen deze met het overig verkeer. Een vrije baan kent geen gebruik van overig verkeer, deze wordt vaak uitgevoerd met een ballastbed dat soms wordt afgedekt met gras.
Een vrije baan is niet per se conflictvrij omdat er nog wel wegkruisingen of voetgangersoversteekplaatsen kunnen zijn. Volledig kruisingsvrije banen worden wel toegepast bij sommige vormen van lightraillijnen, zoals op deeltrajecten bij semimetro en premetro.